# Ingemar Johansson (företag)
Ingemar Johansson i Sverige AB är ett av Sveriges största charkuteriföretag. De tillverkar främst olika typer av korv och sylta. 
Företaget startade under 1950-talet och har idag en omsättning strax under 200 miljoner. Företagets filialer ligger främst i västra Götaland.